# Barbar Rosa
Barbar Rosa. Opowieść detektywistyczna (niem. Barbar Rosa. Eine Detektivgeschichte) – powieść niemieckiego pisarza Georga Kleina z 2001. W Polsce ukazała się po raz pierwszy w 2006 nakładem wydawnictwa Sic! w tłumaczeniu Krzysztofa Jachimczaka z okładką projektu Jacka Staszewskiego.

## Treść
Akcja powieści rozgrywa się w Berlinie, chociaż nazwa ta nie pada ani razu (autor pisze o stolicy Niemiec). Prywatny detektyw Mühler odbiera kolejne zlecenie od swojego kolegi z dzieciństwa - Hannsiego, obecnie kierującego tajemniczą Centralą. Mühler ma za zadanie wyjaśnić tajemnicę zniknięcia furgonetki Zündapp Janus z pokaźnym transportem gotówki. Pomaga mu przyjaciel - Kurti (zapalony urynofil). Ponadto na stronach powieści przewija się cała gama dziwacznych postaci, np. ekscentryczny artysta Bertini, bracia bukiniści - Ilbichowie lub Polka, która przyjechała do Niemiec na operację usunięcia żylaków z łydek, zakończoną całkowitym niepowodzeniem. Historia kończy się w poetyce absurdu - wielkim performancem traktującym o pieniądzu, śmierci i maszynach. Okazuje się, że Mühler był tylko jednym ze statystów tego dzieła.

## Detektyw Mühler
Główny bohater - detektyw Mühler - to osoba o wielu problemach. Posiada poważną alergię charakteryzującą się impulsami świądu, poprzedzonymi występowaniem ropnych pęcherzy na rękach, a potem także w kroczu. Ataki kończą się uczuciem paraliżu obejmującym mięśnie przedramion i dłonie. Jest ponadto impotentem z klinicznie stwierdzoną niewydolnością ciał jamistych prącia. Brzydzi się wszelkimi napojami, które wywołują u niego odruch wymiotny (zwłaszcza soki, mleko i piwo). Jego język reaguje ostrym pieczeniem na każdy jon metalu zawarty w cieczy, co wyklucza picie wody z kranu. Spożywa jedynie herbatę z mięty lub innych ziół, osłodzoną dużą ilością naturalnego cukru. Nigdy daleko nie podróżuje, a właściwie nie opuszcza stolicy. Posługuje się tylko językiem niemieckim i nie ma prawa jazdy. Nie lubi bliskowschodnich imigrantów o śniadym odcieniu skóry, a na samą myśl o obrzezaniu robi mu się niedobrze. Do takich osób odczuwa wstręt.

## Zuko
W powieści wprowadzono pojęcie zuko - fikcyjnej substancji wzmacniającej działanie alkoholu (rodzaj dopalacza). Z uwagi na silne właściwości uzależniające substancja ta stała się z czasem zakazana. Ludzie uzależnieni nazywani są zukoholikami. Epizod z uzależnieniem miał także detektyw Mühler.

## SWR-Bestenliste
Powieść znalazła się w pierwszej dziesiątce SWR-Bestenliste w: kwietniu 2001 (9. miejsce) i maju 2001 (1. miejsce).